# Política, manual de instrucciones
Política, manual de instrucciones és una pel·lícula documental dirigida per Fernando León de Aranoa on el director i el seu equip segueixen a la direcció de Podemos durant aproximadament un any i mig fins a les eleccions generals al congrés d'Espanya del 20 de desembre de 2015.
1. ↑  [enllaç sense format] http://www.elconfidencial.com/cultura/cine/2016-06-03/politica-manual-de-instruccciones-podemos-fernando-leon-de-aranoa_1210745/
2. ↑  [enllaç sense format] http://www.filmaffinity.com/es/film714676.html